# Довжицька сільська рада (Золочівський район)
До́вжицька сільська́ ра́да — адміністративно-територіальна одиниця та орган місцевого самоврядування в Золочівському районі Харківської області. Адміністративний центр — село Довжик.

## Загальні відомості
- Довжицька сільська рада утворена в 1921 році.
- Територія ради: 49,19 км²
- Населення ради: 2 227 осіб (станом на 2001 рік)
- Водоймища на території, підпорядкованій даній раді: річка Уди, Рогозянське водосховище.

## Населені пункти
Сільській раді були підпорядковані населені пункти:
- с. Довжик
- с. Вікнине
- с. Рідний Край

## Склад ради
Рада складалася з 18 депутатів та голови.
- Голова ради: Коник Валентина Борисівна
- Секретар ради: Дон Людмила Миколаївна

### Керівний склад попередніх скликань
| Прізвище, ім'я, по батькові      | Основні відомості                                                         | Дата обрання | Дата звільнення |
| -------------------------------- | ------------------------------------------------------------------------- | ------------ | --------------- |
| Світличний Олександр Миколайович | Сільський голова, 1964 року народження, член Народно-демократичної партії | 26.03.2006   | 31.10.2010      |
| Коник Валентина Борисівна        | Сільський голова, 1967 року народження, освіта вища, член Партії регіонів | 31.10.2010   |                 |

Примітка: таблиця складена за даними сайту Верховної Ради України

### Депутати
За результатами місцевих виборів 2010 року депутатами ради стали:

#### За суб'єктами висування
| Суб'єкт висування                                       | Кількість обраних депутатів | %    |
| ------------------------------------------------------- | --------------------------- | ---- |
| Партія регіонів                                         | 13                          | 72,2 |
| Самовисування                                           | 2                           | 11,1 |
| Народна партія                                          | 1                           | 5,6  |
| Політична партія Всеукраїнське об'єднання «Батьківщина» | 1                           | 5,6  |
| Соціалістична партія України                            | 1                           | 5,6  |

#### За округами
| № округу                                                | Прізвище, ім'я, по батькові    | Дата визнання обраним | Освіта  | Партійна приналежність                        | Відомості про обраного депутата                     |
| ------------------------------------------------------- | ------------------------------ | --------------------- | ------- | --------------------------------------------- | --------------------------------------------------- |
| Народна Партія                                          |                                |                       |         |                                               |                                                     |
| 2                                                       | Чайка Євген Якович             | 01.11.2010            | вища    | член Народної партії                          | приватний підприємець                               |
| Партія регіонів                                         |                                |                       |         |                                               |                                                     |
| 1                                                       | Світлична Віта Андріївна       | 01.11.2010            | вища    | член Партії регіонів                          | тимчасово не працює                                 |
| 3                                                       | Дон Людмила Миколаївна         | 01.11.2010            | середня | позапартійна                                  | Довжицька сільська рада, секретар                   |
| 4                                                       | Барбін Юрій Васильович         | 01.11.2010            | середня | член Партії регіонів                          | тимчасово не працює                                 |
| 6                                                       | Жмихов Юрій Валерійович        | 01.11.2010            | середня | член Партії регіонів                          | КСГ «Харківміськліфт», електромеханік               |
| 8                                                       | Попова Людмила Іванівна        | 01.11.2010            | вища    | член Партії регіонів                          | Довжанська загальноосвітня школа І-ІІІ ст., вчитель |
| 10                                                      | Мирошник Іван Сергійович       | 01.11.2010            | середня | член Партії регіонів                          | пенсіонер                                           |
| 11                                                      | Король Станіслав Якович        | 01.11.2010            | вища    | позапартійний                                 | тимчасово не працює                                 |
| 12                                                      | Старченко Вікторія Миколаївна  | 01.11.2010            | середня | член Партії регіонів                          | КП Золочівська ЦРЛ", акушерка                       |
| 13                                                      | Мирошник Тетяна Миколаївна     | 01.11.2010            | вища    | член Партії регіонів                          | Золочівська районна рада, провідний спеціаліст      |
| 15                                                      | Старченко Віктор Васильович    | 01.11.2010            | середня | позапартійний                                 | м. Харків фірма «Лоск», охоронець                   |
| 16                                                      | Косінєвський Ігор Анатолійович | 01.11.2010            | середня | член Партії регіонів                          | приватний підприємець                               |
| 17                                                      | Тільна Зінаїда Федорівна       | 01.11.2010            | середня | член Партії регіонів                          | Золочів. тер.центр, соціальний працівник            |
| 18                                                      | Гуров Віктор Титович           | 01.11.2010            | вища    | член Партії регіонів                          | ТОВ «Укр.екоінвест», директор                       |
| Політична партія Всеукраїнське об'єднання «Батьківщина» |                                |                       |         |                                               |                                                     |
| 7                                                       | Сучков Віктор Іванович         | 01.11.2010            | середня | член Всеукраїнського об'єднання «Батьківщина» | тимчасово не працює                                 |
| Соціалістична партія України                            |                                |                       |         |                                               |                                                     |
| 14                                                      | Берест Людмила Михайлівна      | 01.11.2010            | середня | член Соціалістичної партії України            | приватний підприємець                               |
| Самовисування                                           |                                |                       |         |                                               |                                                     |
| 5                                                       | Дяченко Іван Петрович          | 01.11.2010            | середня | позапартійний                                 | тимчасово не працює                                 |
| 9                                                       | Халявка Олександр Васильович   | 01.11.2010            | середня | позапартійний                                 | м. Харків МЧС ПЧ-4, командир підрозділу             |